# Molophilus substylifer
Molophilus substylifer är en tvåvingeart som beskrevs av Alexander 1929. Molophilus substylifer ingår i släktet Molophilus och familjen småharkrankar. Inga underarter finns listade i Catalogue of Life.